# 宝山镇 (莫力达瓦旗)
宝山镇，是中华人民共和国内蒙古自治区呼伦贝尔市莫力达瓦达斡尔族自治旗下辖的一个乡镇级行政单位。

## 行政区划
宝山镇下辖以下地区：
宝山社区、宝山村、五家子村、西宝山村、小泉子村、五马架村、万发村、兴安村、福兴村、福德村、福民村、后福民村、贾气口子村、宝龙泉村、太平桥村、太平川村、巨泉山村、太裕春村和太平岗村。